# Front pour l’alternance et la concorde au Tchad
Die Front für Veränderung und Eintracht im Tschad (französisch Front pour l’alternance et la concorde au Tchad, kurz FACT) ist eine politische und militärische Organisation aus dem Norden des Tschads, die das Ziel verfolgt, die Regierung des Landes zu stürzen. Die FACT ist eine Splittergruppe der Union des forces pour la démocratie et le développement, sie wurde im April 2016 von Mahamat Nuri und Mahdi Ali Mahamat gegründet.
Das Hauptquartier der etwa 900 bis 1500 Kämpfer umfassenden Rebellengruppe liegt im Fessan. Von 2016 bis 2017 waren die FACT und die Libysche Nationalarmee Gegner, von 2019 bis 2021 waren die beiden Gruppen verbündet. Die FACT ist mit dem Islamischen Staat verfeindet.

## Geschichte

### Bürgerkrieg in Libyen
Im zweiten libyschen Bürgerkrieg, der seit 2014 andauert, wurden FACT-Kämpfer im Munizip al-Dschufra mehrfach von General Haftars Libyschen Nationalarmee bombardiert. Einige Monate später trat eine mit der FACT verbündete Miliz al-Dschufra an die LNA ab. Die FACT schloss einen Nichtangriffspakt mit der LNA, der den Verbleib der Rebellengruppe sicherte. Das Angebot des Zusammenschlusses mit der LNA lehnte die Front ab, was ihnen die Verteidigung gegen kriminelle Banden und Terrorgruppen erschwerte.
Von Ende 2017 bis zum Oktober 2018 lieferte die FACT sich Kämpfe mit IS-Terroristen, die den Tod von zwei Dschihadisten und mehreren Tschadern zur Folge hatten.

### Aufstand im Norden des Tschad
Am Abend des 11. April 2021, an dem die Wahl des Präsidenten stattgefunden hatte, griffen FACT-Kämpfer einen tschadischen Grenzposten im Norden des Landes an. Das Militär erwiderte den Angriff. Der britischen Regierung zufolge befanden sich am 17. April zwei FACT-Konvois auf dem Weg zur tschadischen Hauptstadt N’Djamena. Das tschadische Militär meldete die Zerstörung einer der Konvois in Kanem.
Am 20. April 2021 starb der wiedergewählte Präsident des Tschad, Idriss Déby, an der Front durch Schüsse der FACT-Rebellen. Ein Sprecher der Miliz behauptete, Déby sei nahe der Stadt Nokou verwundet worden. Man habe ihn zurück in die Hauptstadt des Landes transportiert, wo er starb. Sein Sohn Mahamat Idriss Déby Itno wurde zum Präsidenten des tschadischen Übergangsrates ernannt.
Am 9. Mai 2021 verkündete der Generalstabschef der Streitkräfte des Tschad, Abakar Abdelkerim Daoud, den Sieg der Armee über die FACT. Menschenmengen in N’Djamena jubelten Berichten zufolge, als Soldaten in einer Kolonne von Panzern und gepanzerten Fahrzeugen von der Front zurückkehrten. Auf einem Armeestützpunkt in N’Djamena wurden der versammelten Presse Dutzende von gefangenen FACT-Mitgliedern vorgeführt.